# Saint-Jean-Delnous
Pour les articles homonymes, voir Saint-Jean.
Saint-Jean-Delnous est une commune française, située dans le département de l'Aveyron, en région Occitanie.

## Géographie

### Localisation
Située dans le sud-ouest du département de l'Aveyron, la commune est limitrophe du Tarn.
À l'intersection des routes départementales (RD) 10 et 903, le bourg de Saint-Jean-Delnous est situé, en distances orthodromiques, 27 kilomètres à l'est de Carmaux et 34 kilomètres au sud de Rodez.
La commune est également desservie par la RD 186.

### Communes limitrophes
Saint-Jean-Delnous est limitrophe de cinq autres communes dont deux dans le département du Tarn.
| Lédergues          |                    | La Selve |
| Faussergues (Tarn) | Saint-Jean-Delnous |          |
| Le Dourn (Tarn)    |                    | Réquista |

### Géologie et relief
La commune de Saint-Jean-Delnous est située dans la partie sud-ouest du Massif central.
L'altitude minimale, 350 mètres, se trouve localisée à l'extrême sud, là où les ruisseaux de Farradet et de Trincadié confluent pour former le ruisseau de Gaycre. L'altitude maximale dépasse les 595 mètres dans l'ouest, autour du lieu-dit Pomarède.

### Hydrographie
Faisant intégralement partie du bassin versant du Tarn, le territoire communal s'étend sur 18,29 km2. Dans le sud de la commune, le ruisseau de Farradet (branche-mère du ruisseau de Gaycre) est un affluent direct du Tarn alors que les cours d'eau du nord et de l'ouest sont des sous-affluents de l'Aveyron (affluent du Tarn), lui-même affluent du Tarn : le Giffou, affluent du Céor, lui-même affluent du Viaur, ainsi que le Farruel et le Boutescure, affluents du Cérou.
Le territoire communal est en majeure partie délimité par des cours d'eau : sur cinq kilomètres au nord-est par le Giffou et un de ses affluents ; le ruisseau de Cadoule (affluent du Giffou), sur deux kilomètres au nord-ouest ; sur deux kilomètres et demi à l'ouest par le Boutescure plus deux affluents du Farruel ; le ruisseau de Farradet et un de ses affluents sur trois kilomètres au sud-ouest ; le ruisseau de Trincadié (affluent du ruisseau de Gaycre) sur trois kilomètres et demi au sud-est.

#### Réseau hydrographique

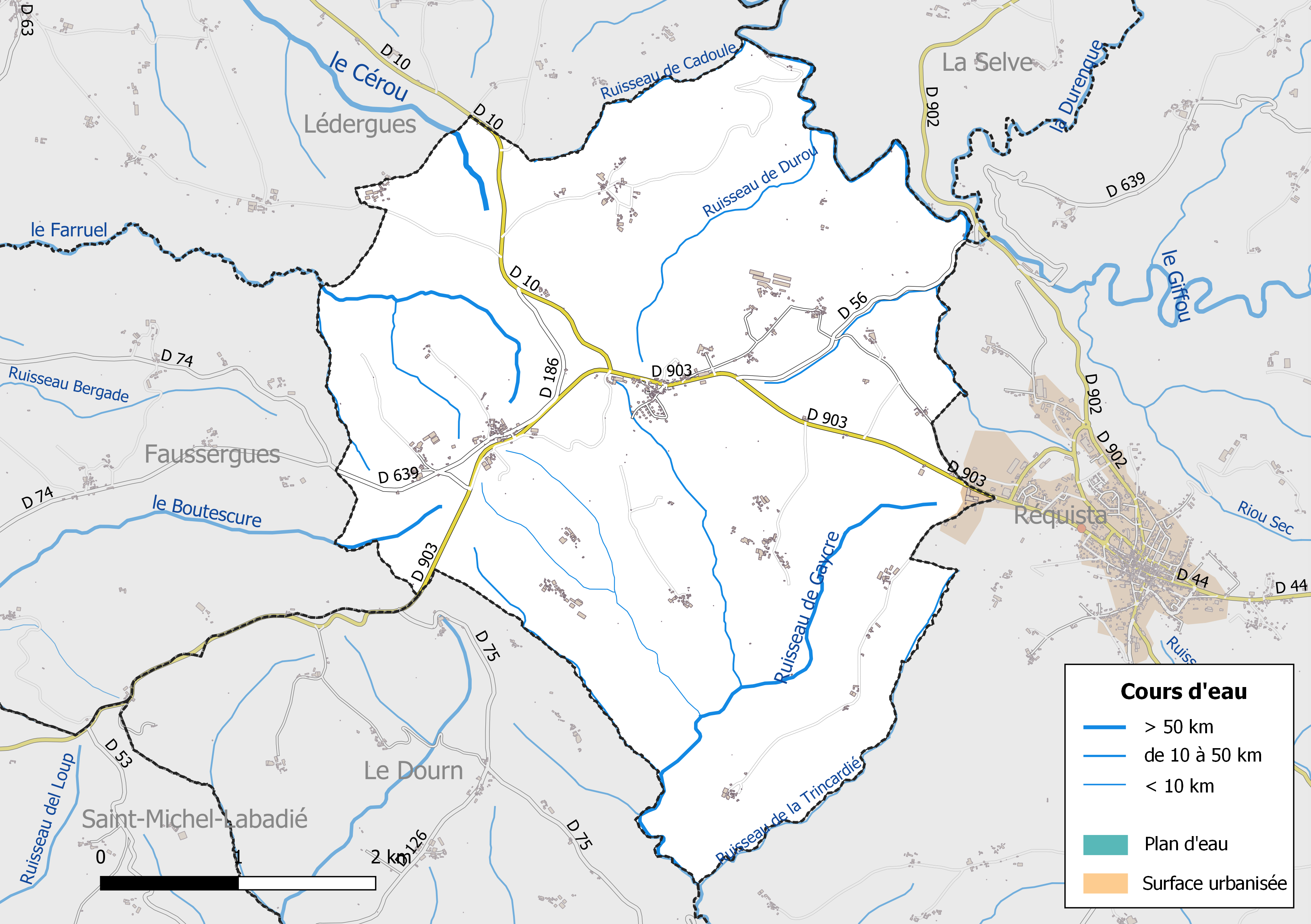
Réseaux hydrographique et routier de Saint-Jean-Delnous.

La commune est drainée par le Cérou, le Giffou, le Boutescure, le Farruel, le ruisseau de Gaycre, le ruisseau de Cadoule, le ruisseau de Durou, le ruisseau de la Trincardié et par divers petits cours d'eau.
Le Cérou, d'une longueur totale de 87,1 km, prend sa source dans la commune de Saint-Jean-Delnous et se jette  dans l'Aveyron à Milhars (81), après avoir arrosé 23 communes.
Le Giffou, d'une longueur totale de 46,2 km, prend sa source dans la commune de Villefranche-de-Panat et se jette  dans le Céor à Saint-Just-sur-Viaur, après avoir arrosé 9 communes.
Le Boutescure, d'une longueur totale de 15,3 km, prend sa source dans la commune de Saint-Jean-Delnous et se jette  dans le Cérou à Andouque (81), après avoir arrosé 5 communes.
Le Farruel, d'une longueur totale de 12,5 km, prend sa source dans la commune de Saint-Jean-Delnous et se jette  dans le Cérou à Padiès (81), après avoir arrosé 5 communes.
Le ruisseau de Gaycre, d'une longueur totale de 19 km, prend sa source dans la commune de Saint-Jean-Delnous et se jette  dans le Tarn à Cadix (81), après avoir arrosé 5 communes.

#### Gestion des cours d'eau
Afin d’atteindre le bon état des eaux imposé par la Directive-cadre sur l'eau du 23 octobre 2000, plusieurs outils de gestion intégrée s’articulent à différentes échelles pour définir et mettre en œuvre un programme d’actions de réhabilitation et de gestion des milieux aquatiques : le SDAGE (Schéma directeur d'aménagement et de gestion des eaux), à l’échelle du bassin hydrographique, et le SAGE (Schéma d'aménagement et de gestion des eaux), à l’échelle locale. Ce dernier fixe les objectifs généraux d’utilisation, de mise en valeur et de protection quantitative et qualitative des ressources en eau superficielle et souterraine. Trois SAGE sont mis en oeuvre dans le département de l'Aveyron.
La commune fait partie du SAGE du bassin versant du Viaur, approuvé le 28 mars 2018, au sein du SDAGE Adour-Garonne. Le périmètre de ce SAGE couvre 89 communes, sur trois départements (Aveyron, Tarn et Tarn-et-Garonne),. Le pilotage et l’animation du SAGE sont assurés par l’établissement public d'aménagement et de gestion des eaux (EPAGE) du bassin du Viaur, une structure qui regroupe les établissements publics de coopération intercommunale à fiscalité propre (EPCI-FP) dont le territoire est inclus (en totalité ou partiellement) dans le bassin hydrographique du Viaur et les structures gestionnaires de l’alimentation en eau potable des populations et qui disposent d’une ressource sur le bassin versant du Viaur. Il correspond à l’ancien syndicat mixte du Bassin versant du Viaur,.

### Climat
Pour des articles plus généraux, voir Climat de l'Occitanie et Climat de l'Aveyron.
En 2010, le climat de la commune est de type climat océanique altéré, selon une étude s'appuyant sur une série de données couvrant la période 1971-2000. En 2020, Météo-France publie une typologie des climats de la France métropolitaine dans laquelle la commune est dans une zone de transition entre le climat océanique altéré et le climat de montagne et est dans la région climatique Sud-est du Massif Central, caractérisée par une pluviométrie annuelle de 1 000 à 1 500 mm, minimale en été, maximale en automne.
Pour la période 1971-2000, la température annuelle moyenne est de 11,6 °C, avec une amplitude thermique annuelle de 16,2 °C. Le cumul annuel moyen de précipitations est de 1 005 mm, avec 11,1 jours de précipitations en janvier et 6,3 jours en juillet. Pour la période 1991-2020, la température moyenne annuelle observée sur la station météorologique la plus proche, située sur la commune de La Bastide-Solages à 11 km à vol d'oiseau, est de 13,5 °C et le cumul annuel moyen de précipitations est de 950,8 mm,. Pour l'avenir, les paramètres climatiques de la commune estimés pour 2050 selon différents scénarios d'émission de gaz à effet de serre sont consultables sur un site dédié publié par Météo-France en novembre 2022.

### Milieux naturels et biodiversité

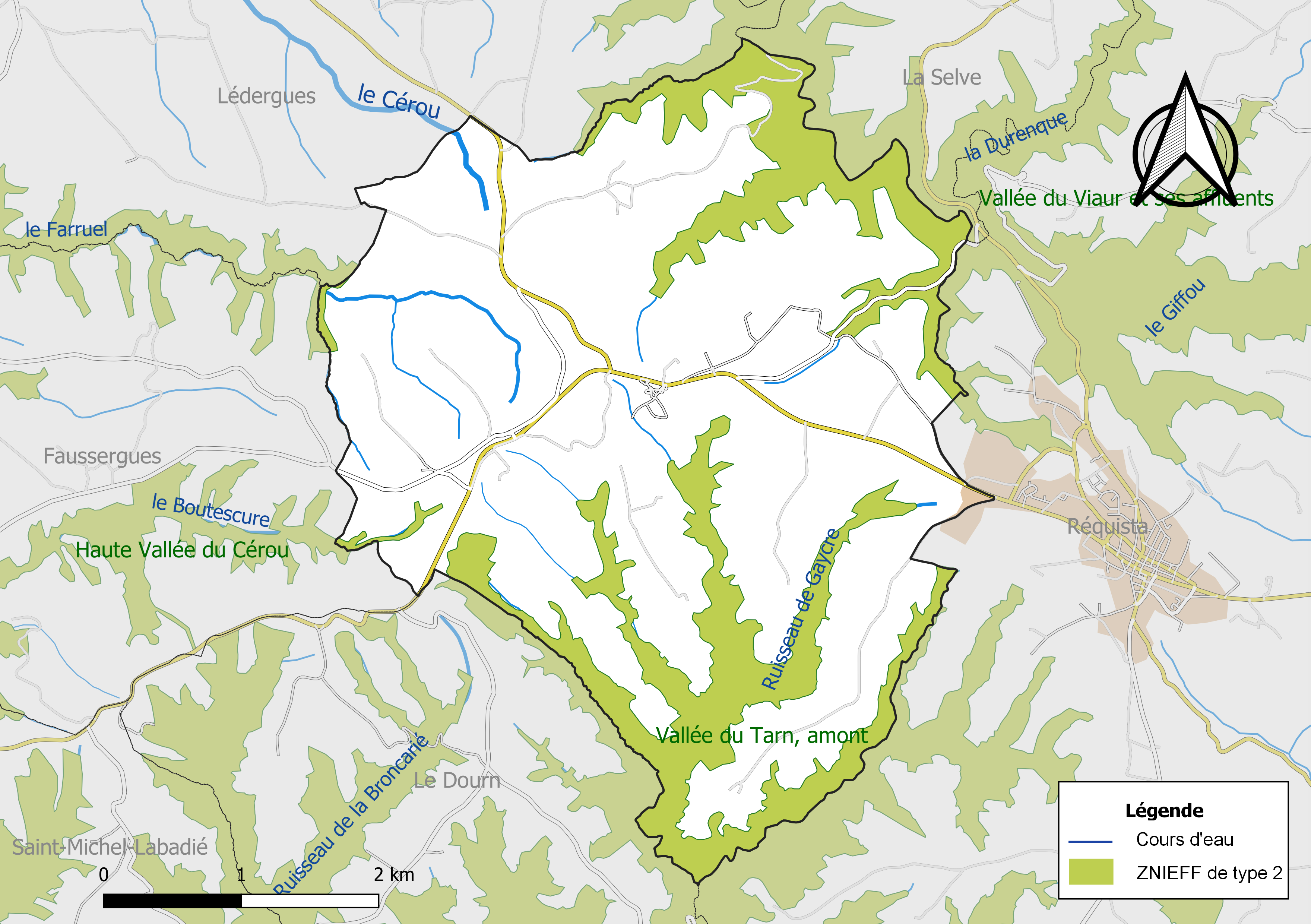
Carte des ZNIEFF de type 2 localisées sur la commune.

L’inventaire des zones naturelles d'intérêt écologique, faunistique et floristique (ZNIEFF) a pour objectif de réaliser une couverture des zones les plus intéressantes sur le plan écologique, essentiellement dans la perspective d’améliorer la connaissance du patrimoine naturel national et de fournir aux différents décideurs un outil d’aide à la prise en compte de l’environnement dans l’aménagement du territoire.
Le territoire communal de Saint-Jean-Delnous comprend trois ZNIEFF de type 2, : 
- la « Haute Vallée du Cérou » (3 007 ha), qui s'étend sur 13 communes dont 2 dans l'Aveyron et 11 dans le Tarn[20] ;
- la « Vallée du Tarn, amont » (36 322 ha), qui s'étend sur 57 communes dont 31 dans l'Aveyron, 1 dans la Lozère et 25 dans le Tarn[21] ;
- la « Vallée du Viaur et ses affluents » (27 587 ha), qui s'étend sur 56 communes dont 45 dans l'Aveyron, 10 dans le Tarn et 1 dans le Tarn-et-Garonne[22].

## Urbanisme

### Typologie
Au 1er janvier 2024, Saint-Jean-Delnous est catégorisée commune rurale à habitat très dispersé, selon la nouvelle grille communale de densité à 7 niveaux définie par l'Insee en 2022.
Elle est située hors unité urbaine et hors attraction des villes,.

### Occupation des sols

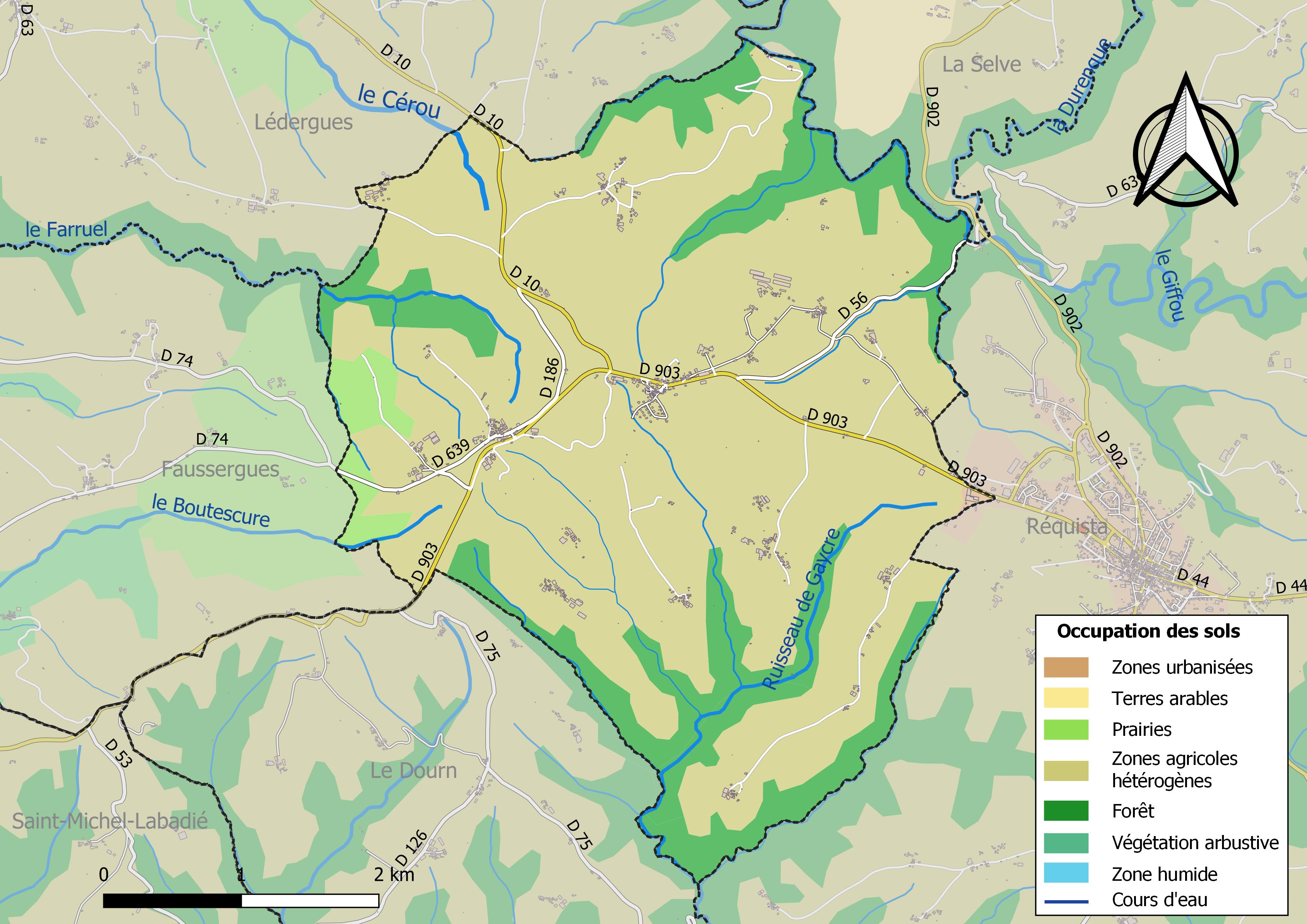
Infrastructures et occupation des sols de la commune de Saint-Jean-Delnous.

L'occupation des sols de la commune, telle qu'elle ressort de la base de données européenne d’occupation biophysique des sols Corine Land Cover (CLC), est marquée par l'importance des territoires agricoles (81,4 % en 2018), une proportion identique à celle de 1990 (81,4 %). La répartition détaillée en 2018 est la suivante : 
zones agricoles hétérogènes (79,1 %), forêts (18,4 %), prairies (2,3 %), zones industrielles ou commerciales et réseaux de communication (0,2 %).

### Planification
La commune, en 2017, avait engagé l'élaboration d'un plan local d'urbanisme.

### Risques majeurs
Le territoire de la commune de Saint-Jean-Delnous est vulnérable à différents aléas naturels : inondations, climatiques (hiver exceptionnel ou canicule), feux de forêts et séisme (sismicité très faible).
Il est également exposé à un risque technologique, le transport de matières dangereuses, et à un risque particulier, le risque radon,.

#### Risques naturels

Zones inondables de la commune de Saint-Jean-Delnous.

Certaines parties du territoire communal sont susceptibles d’être affectées par le risque d’inondation par débordement du Giffou. Les dernières grandes crues historiques, ayant touché plusieurs parties du département, remontent aux 3 et 4 décembre 2003 (dans les bassins du Lot, de l'Aveyron, du Viaur et du Tarn) et au 28 novembre 2014 (bassins de la Sorgues et du Dourdou). Ce risque est pris en compte dans l'aménagement du territoire de la commune par le biais du Plan de prévention du risque inondation (PPRI) Céor-Giffou, approuvé le 9 février 2016.
Le Plan départemental de protection des forêts contre les incendies découpe le département de l’Aveyron en sept « bassins de risque » et définit une sensibilité des communes à l’aléa feux de forêt (de faible à très forte). La commune est classée en sensibilité forte.
Les mouvements de terrains susceptibles de se produire sur la commune sont soit des mouvements liés au retrait-gonflement des argiles, soit des effondrements liés à des cavités souterraines. Le phénomène de retrait-gonflement des argiles est la conséquence d'un changement d'humidité des sols argileux. Les argiles sont capables de fixer l'eau disponible mais aussi de la perdre en se rétractant en cas de sécheresse. Ce phénomène peut provoquer des dégâts très importants sur les constructions (fissures, déformations des ouvertures) pouvant rendre inhabitables certains locaux. La carte de zonage de cet aléa peut être consultée sur le site de l'observatoire national des risques naturels Géorisques. Une autre carte permet de prendre connaissance des cavités souterraines localisées sur la commune,.

#### Risques technologiques
Le risque de transport de matières dangereuses sur la commune est lié à sa traversée par une canalisation de transport de gaz. Un accident se produisant sur une telle infrastructure est en effet susceptible d’avoir des effets graves au bâti ou aux personnes jusqu’à 350 m, selon la nature du matériau transporté. Des dispositions d’urbanisme peuvent être préconisées en conséquence.

#### Risque particulier
Dans plusieurs parties du territoire national, le radon, accumulé dans certains logements ou autres locaux, peut constituer une source significative d’exposition de la population aux rayonnements ionisants. Toutes les communes du département sont concernées par le risque radon à un niveau plus ou moins élevé. Selon le dossier départemental des risques majeurs du département établi en 2013, la commune de Saint-Jean-Delnous est classée à risque faible avec facteurs géologiques. Un décret du 4 juin 2018 a modifié la terminologie du zonage définie dans le code de la santé publique et a été complété par un arrêté du 27 juin 2018 portant délimitation des zones à potentiel radon du territoire français. La commune est désormais en zone 2, à savoir zone à potentiel radon faible mais sur lesquelles des facteurs géologiques particuliers peuvent faciliter le transfert du radon vers les bâtiments.

## Toponymie
Le lieu est mentionné vers 1360 sous la forme S. Jhoan del Nos, « Nos » représentant « peut-être un autre nom du Giffou ou de son
affluent le Durou ».
En occitan, la commune porte le nom de Sent Jan, Sant Joan del Nos.

## Histoire
La commune de Saint-Jean-Delnous est issue de la cession en 1874 de portions de territoires des communes de Lédergues et de Réquista.

## Politique et administration

### Découpage territorial
La commune de Saint-Jean-Delnous est membre de la communauté de communes du Réquistanais, un établissement public de coopération intercommunale (EPCI) à fiscalité propre créé le 20 mars 2000 dont le siège est à Réquista. Ce dernier est par ailleurs membre d'autres groupements intercommunaux.
Sur le plan administratif, elle est rattachée à l'arrondissement de Millau, au département de l'Aveyron et à la région Occitanie. Sur le plan électoral, elle dépend du  canton des Monts du Réquistanais pour l'élection des conseillers départementaux, depuis le redécoupage cantonal de 2014 entré en vigueur en 2015, et de la troisième circonscription de l'Aveyron  pour les élections législatives, depuis le dernier découpage électoral de 2010.

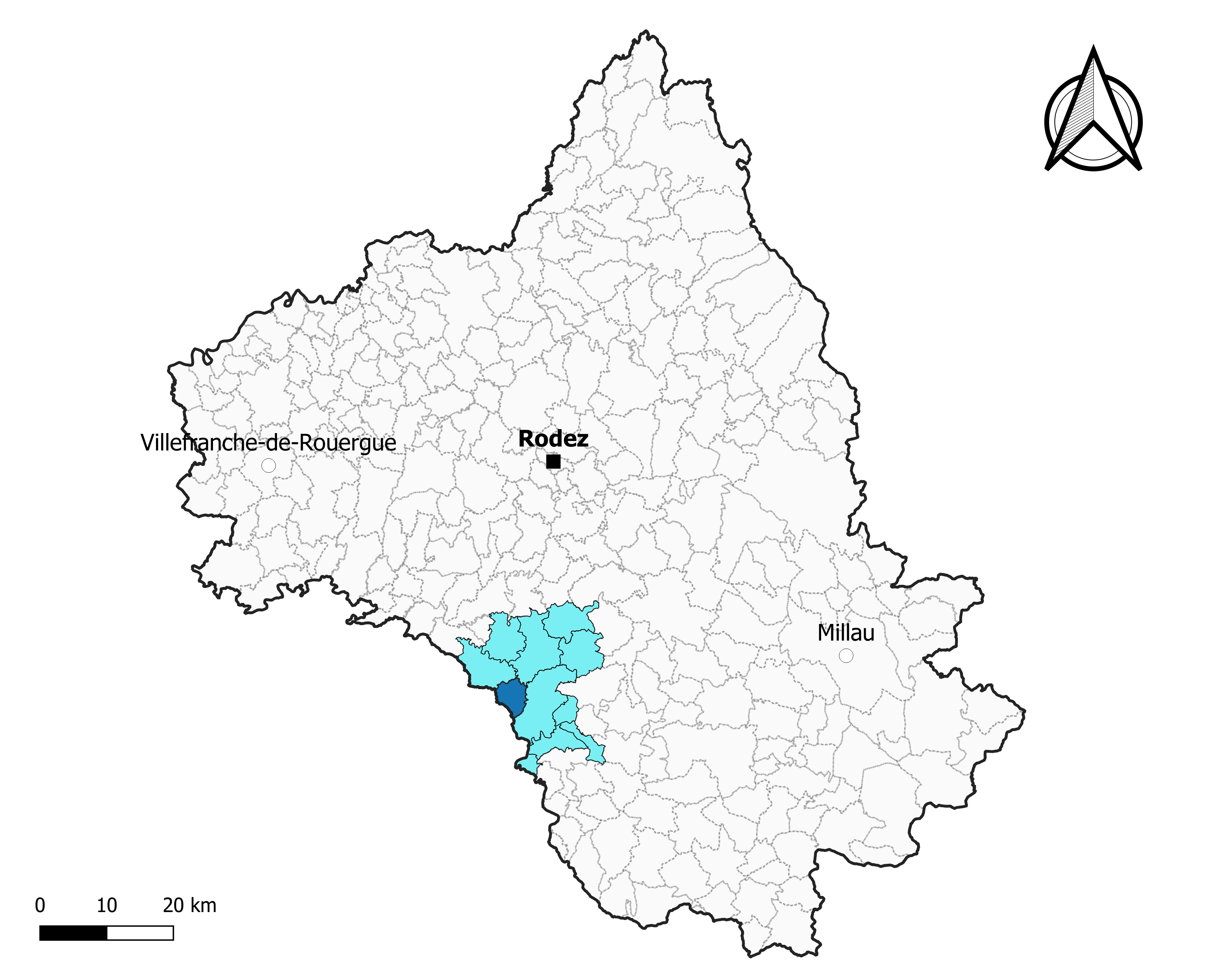
Saint-Jean-Delnous dans l'intercommunalité en 2020.
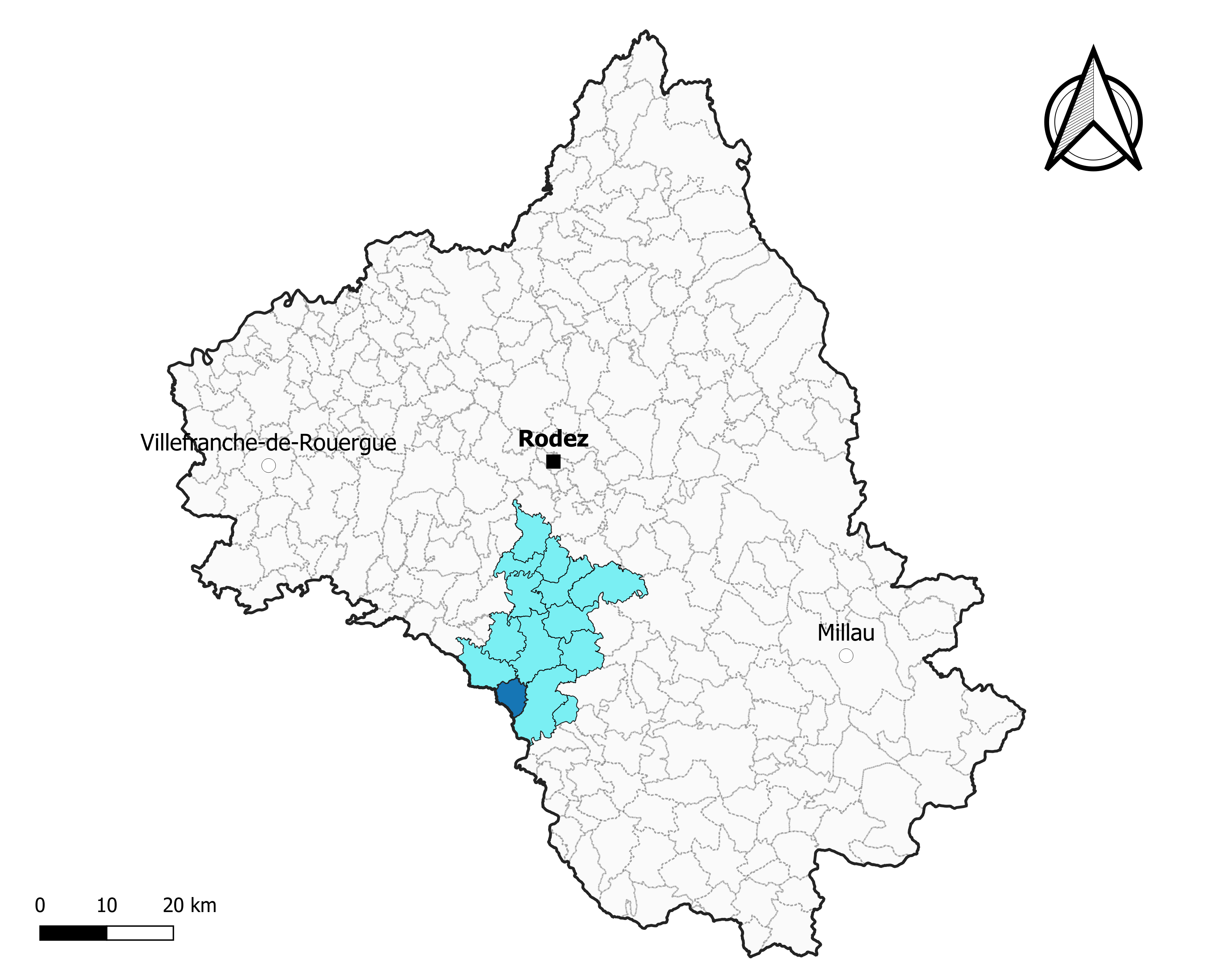
Saint-Jean-Delnous dans le canton des Monts du Réquistanais en 2020.
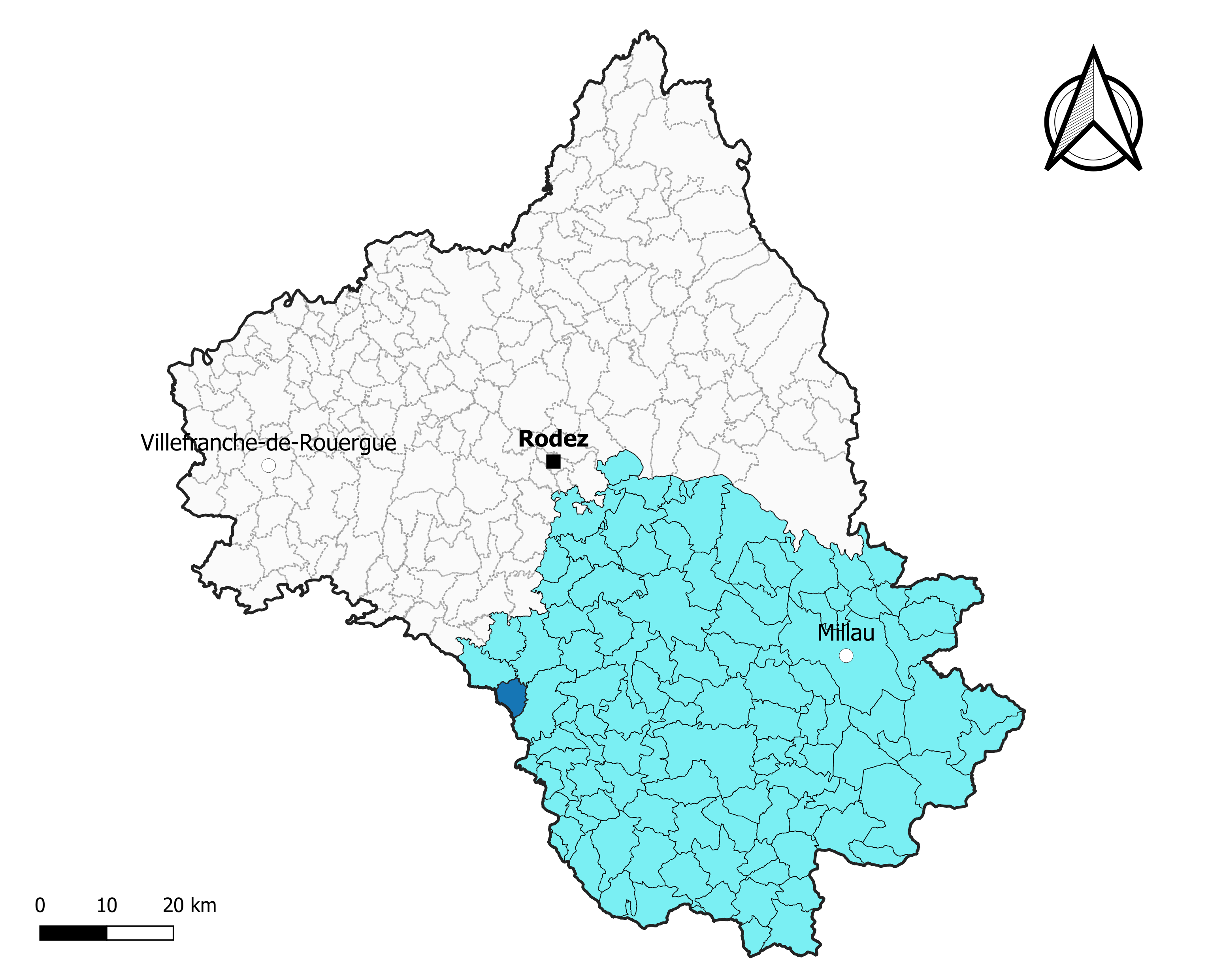
Saint-Jean-Delnous dans l'arrondissement de Millau en 2020.

### Élections municipales et communautaires

#### Élections de 2020
Le conseil municipal de Saint-Jean-Delnous, commune de moins de 1 000 habitants, est élu au scrutin majoritaire plurinominal à deux tours avec candidatures isolées ou groupées et possibilité de panachage. Compte tenu de la population communale, le nombre de sièges à pourvoir lors des élections municipales de 2020 est de 11. La totalité des onze candidats en lice est élue dès le premier tour, le 15 mars 2020, avec un taux de participation de 69,53 %.
Gilbert Dalmayrac, maire sortant, est réélu pour un nouveau mandat le 25 mai 2020.
Dans les communes de moins de 1 000 habitants, les conseillers communautaires sont désignés parmi les conseillers municipaux élus en suivant l’ordre du tableau (maire, adjoints puis conseillers municipaux) et dans la limite du nombre de sièges attribués à la commune au sein du conseil communautaire. Deux sièges sont attribués à la commune au sein de la communauté de communes du Réquistanais.

#### Liste des maires
| Période                                  | Période  | Identité           | Étiquette | Qualité                       |
| ---------------------------------------- | -------- | ------------------ | --------- | ----------------------------- |
| Les données manquantes sont à compléter. |          |                    |           |                               |
|                                          |          |                    |           |                               |
|                                          | 1995     | André Imbert       |           |                               |
| 1995 (réélu en mai 2020)                 | En cours | Gilbert Dalmayrac, | DVD       | Ancien agriculteur exploitant |

## Démographie
Les habitants de Saint-Jean-Delnous se nomment les Saint-Jeannous.
L'évolution du nombre d'habitants est connue à travers les recensements de la population effectués dans la commune depuis 1876. Pour les communes de moins de 10 000 habitants, une enquête de recensement portant sur toute la population est réalisée tous les cinq ans, les populations de référence des années intermédiaires étant quant à elles estimées par interpolation ou extrapolation. Pour la commune, le premier recensement exhaustif entrant dans le cadre du nouveau dispositif a été réalisé en 2004.

En 2022, la commune comptait 382 habitants, en évolution de −10,33 % par rapport à 2016 (Aveyron : +0,37 %, France hors Mayotte : +2,11 %).
| 1876 | 1881 | 1886 | 1891 | 1896 | 1901 | 1906 | 1911 | 1921 |
| ---- | ---- | ---- | ---- | ---- | ---- | ---- | ---- | ---- |
| 696  | 715  | 730  | 720  | 767  | 817  | 753  | 729  | 667  |

| 1926 | 1931 | 1936 | 1946 | 1954 | 1962 | 1968 | 1975 | 1982 |
| ---- | ---- | ---- | ---- | ---- | ---- | ---- | ---- | ---- |
| 676  | 632  | 645  | 605  | 566  | 561  | 491  | 429  | 372  |

| 1990 | 1999 | 2004 | 2006 | 2009 | 2014 | 2019 | 2022 | - |
| ---- | ---- | ---- | ---- | ---- | ---- | ---- | ---- | - |
| 377  | 390  | 456  | 463  | 437  | 434  | 403  | 382  | - |

## Économie

### Revenus
En 2018  (données Insee publiées en septembre 2021), la commune compte 134 ménages fiscaux, regroupant 334 personnes. La médiane du revenu disponible par unité de consommation est de 20 420 € (20 640 € dans le département).

### Emploi
| Division       | 2008  | 2013  | 2018  |
| -------------- | ----- | ----- | ----- |
| Commune        | 4,1 % | 4,5 % | 1,9 % |
| Département    | 5,4 % | 7,1 % | 7,1 % |
| France entière | 8,3 % | 10 %  | 10 %  |

En 2018, la population âgée de 15 à 64 ans s'élève à 219 personnes, parmi lesquelles on compte 78,6 % d'actifs (76,7 % ayant un emploi et 1,9 % de chômeurs) et 21,4 % d'inactifs,. Depuis 2008, le taux de chômage communal (au sens du recensement) des 15-64 ans est inférieur à celui de la France et du département.
La commune est hors attraction des villes,. Elle compte 245 emplois en 2018, contre 263 en 2013 et 216 en 2008. Le nombre d'actifs ayant un emploi résidant dans la commune est de 170, soit un indicateur de concentration d'emploi de 144 % et un taux d'activité parmi les 15 ans ou plus de 47,2 %.
Sur ces 170 actifs de 15 ans ou plus ayant un emploi, 74 travaillent dans la commune, soit 44 % des habitants. Pour se rendre au travail, 69,5 % des habitants utilisent un véhicule personnel ou de fonction à quatre roues, 0,6 % les transports en commun, 13,8 % s'y rendent en deux-roues, à vélo ou à pied et 16,2 % n'ont pas besoin de transport (travail au domicile).

### Activités hors agriculture
24 établissements sont implantés  à Saint-Jean-Delnous au 31 décembre 2019. Le tableau ci-dessous en détaille le nombre par secteur d'activité et compare les ratios avec ceux du département,.
Le secteur du commerce de gros et de détail, des transports, de l'hébergement et de la restauration est prépondérant sur la commune puisqu'il représente 41,7 % du nombre total d'établissements de la commune (10 sur les 24 entreprises implantées  à Saint-Jean-Delnous), contre 27,5 % au niveau départemental.

### Agriculture
La commune est dans le Segala, une petite région agricole occupant l'ouest du département de l'Aveyron. En 2020, l'orientation technico-économique de l'agriculture  sur la commune est l'élevage d'ovins ou de caprins.
|               | 1988  | 2000  | 2010  | 2020  |
| ------------- | ----- | ----- | ----- | ----- |
| Exploitations | 52    | 41    | 37    | 28    |
| SAU (ha)      | 1 490 | 1 659 | 1 857 | 1 845 |

Le nombre d'exploitations agricoles en activité et ayant leur siège dans la commune est passé de 52 lors du recensement agricole de 1988  à 41 en 2000 puis à 37 en 2010 et enfin à 28 en 2020, soit une baisse de 46 % en 32 ans. Le même mouvement est observé à l'échelle du département qui a perdu pendant cette période 51 % de ses exploitations,. La surface agricole utilisée sur la commune a quant à elle augmenté, passant de 1 490 ha en 1988 à 1 845 ha en 2020. Parallèlement la surface agricole utilisée moyenne par exploitation a augmenté, passant de 29 à 66 ha.

## Culture locale et patrimoine

### Lieux et monuments

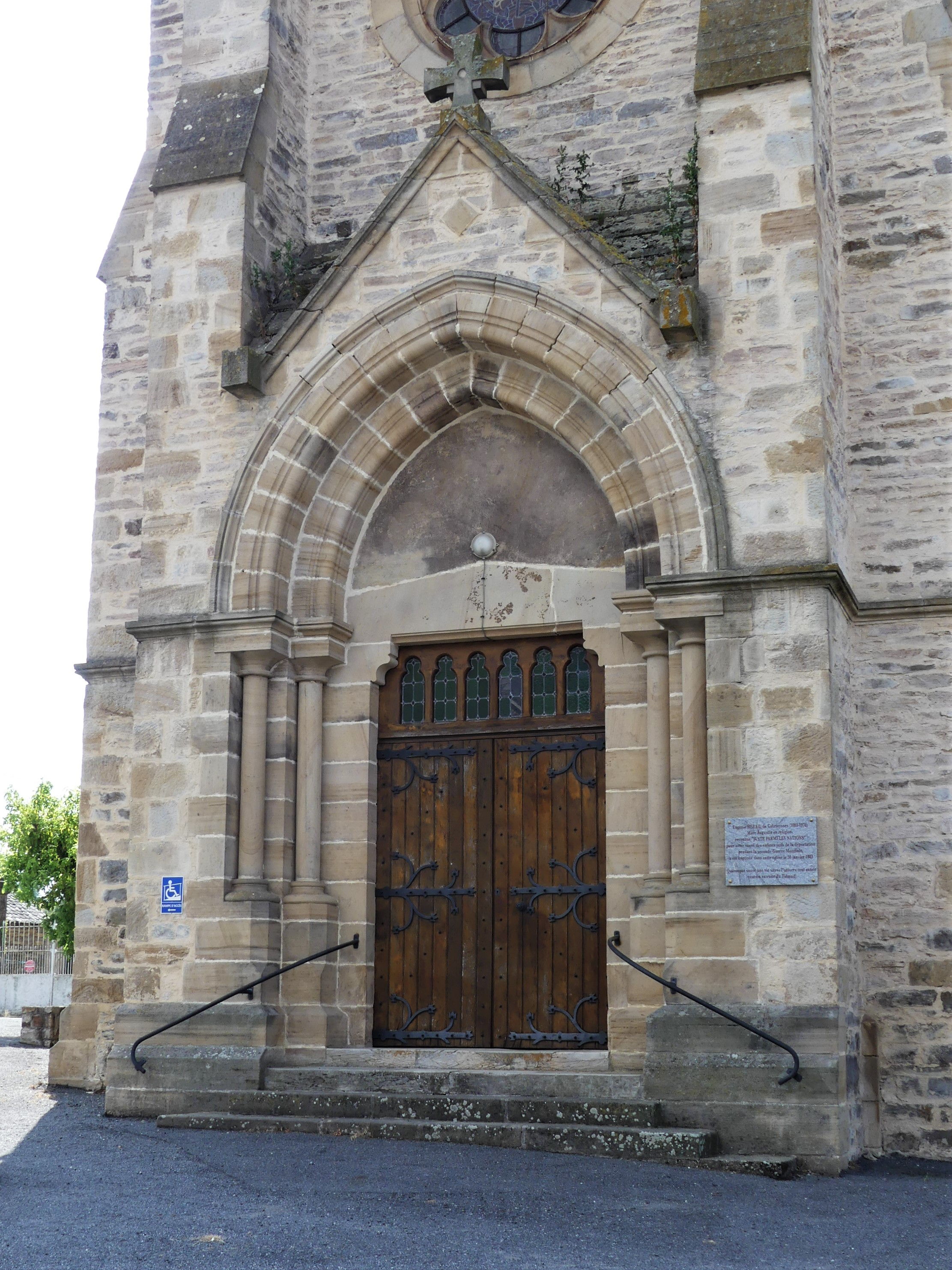
Le portail de l'église.

- Église Saint-Jean-Baptiste[65].